# Daisuke Namikawa
Daisuke Namikawa (浪川 大輔?, Namikawa Daisuke; Tokyo, 29 marzo 1976) è un doppiatore giapponese, affiliato alla Across Entertainment.
È spesso scambiato con un altro seiyu, Daisuke Hirakawa, dal momento che i loro nomi sono diversi per un solo carattere quando scritti in kanji.
Egli è il doppiatore ufficiale giapponese di Elijah Wood e Hayden Christensen e ha anche doppiato alcune volte Leonardo DiCaprio, Tony Jaa, Edward Furlong e Kevin Zegers in giapponese.

## Doppiaggio

### Anime
- 07 Ghost (Mikage)
- Agatha Christie no meitantei Poirot to Marple (Constable Hearst, Chibo)
- Arc the Lad (Elk)
- Bakumatsu Kikansetsu Irohanihoheto (Akizuki Yōjirō)
- Battle Spirits - Brave (Barone)
- Beck (Yukio "Koyuki" Tanaka)
- Beyblade G-Revolution (Hitoshi Kinomiya)
- Black Clover (Jack The Ripper, Kirsch Vermillion)
- Black Lagoon (Rock)
- Bleach (Ulquiorra Schiffer)
- Blue Dragon (Jiro)
- Cheating Craft (Rinu Shū)
- Danball Senki, Danball Senki W (Kazuya Aoshima)
- Danball Senki Wars (Rikuya Tougou)
- Detective Conan (Shiro Ogata)
- Dokkoider (Suzuo Sakurazaki/Dokkoider)
- El Cazador de la Bruja (Miguel)
- Fairy Tail (Gerard Fernandez, Mistgun)
- Fate/Apocrypha, Fate/strange Fake, Fate/Zero (Waver Velvet)
- Full Metal Panic! The Second Raid (Leonardo Testarossa)
- Fullmetal Alchemist: Brotherhood (Adolescente Van Hohenheim)
- Gantz (Kei Kurono)
- Genma Taisen (Jin)
- Gilgamesh (Tatsuya Madoka, Terumichi Madoka)
- Hai to gensō no Grimgar (Kikkawa)
- Haikyuu!! (Tooru Oikawa)
- Hetalia: Axis Powers (Italia del Nord e Sud Italia)
- Hi no Tori (Phoenix) (Masato Yamanobe, Takeru)
- Honey and Clover (Rokutarō)
- Host Club - Amore in affitto (Tetsuya Sendou)
- HUGtto! Pretty Cure (Uchifuji)
- Hunter × Hunter (2011) (Hisoka Morou)
- Ikki Tōsen (Toutaku Chuuei)
- Il principe del tennis (Chotaro Otori)
- K (Yashiro Isana)
- Kengan Ashura (Setsuna Kiryu)
- Kero Kero Chime (Aoi)
- Kimi ni todoke(Shouta Kazehaya)
- Kurokami: The Animation (Keita Ibuki)
- Kyo Kara Maoh! (Ryan)
- Mobile Suit Gundam 00 (Michael Trinity)
- Le bizzarre avventure di JoJo: Stone Ocean (Narciso Annasui)
- Lupin III - Una storia senza fine (Goemon Ishikawa XIII)
- Maburaho (Mitsuaki Nanba)
- MAJOR (Joe Gibson Jr.)
- Mirmo Charming edition (Yūki Setsu)
- Murder Princess (Prince Kaito aka The Dark Knight)
- Nabari (Tobari Kumohira Durandal)
- Naruto (Sumaru)
- Okusama wa Joshikousei (Sonoda-sensei)
- One Piece (Eustass "Captain" Kidd)
- Onegai Twins (Maiku Kamishiro)
- Persona -trinity soul- (Tōma Shikura)
- Pokémon Diamante e Perla (Lucian)
- Pokémon: Lucario e il mistero di Mew (Lucario)
- Prison School (Joe)
- Ray the Animation (Koichi)
- Record of Ragnarok (Belzebù)
- Saiunkoku Monogatari (Eigetsu To)
- Saiyuki Reload (Kami-sama)
- Scarlet Nexus (Kagero Donne)
- Shin Chou Kyou Ryo: Condor Hero (Yang Guo)
- Superior Defender Gundam Force (Guneagle, Hogaremaru)
- Team Umizoomi (Bot)
- The Grimm Variations (Grey)
- Tokyo Revengers (Ran Haitani)
- Tutor Hitman Reborn! (Giotto)
- The Third - La ragazza dagli occhi blu (Iks)
- Tsubasa RESERVoir CHRoNiCLE (Fay D. Flourite)
- Tokyo Tribe2 (Kai)
- Utawarerumono (Benawi)
- Violet Evergarden (Gilbert Bougainvillea)
- Yu-Gi-Oh! (Hayama)
- Yu-Gi-Oh! Duel Monsters (Ryota Kajiki)
- Werubēru no Monogatari ~Sisters of Wellber~ (Gallahad Eiger)
- Zero no Tsukaima (Julio)

### OAV
- Arc the Lad Special File (Elk)
- Freedom Project (Takeru)
- Iriya no Sora, UFO no Natsu (Naoyuki Asaba)
- Last Order: Final Fantasy VII (Turks (Rod))
- Gundam 0080: La guerra in tasca (Alfred Izuruha)
- Sol Bianca (Rim)
- Tsubasa TOKYO REVELATIONS (Fay D. Flourite)
- Tsubasa Shunraiki (Fay D. Flourite)

### Videogiochi
- .hack//G.U. (IYOTEN, Hetero)
- 13 Sentinels: Aegis Rim (Ei Sekigahara)
- Angel Profile (Mikhail)
- Another Century's Episode 3 The Final (Barrel Orland, Beckt)
- Armored Core V (RD)
- Baten Kaitos Origins (Sagi)
- Bayonetta, Bayonetta 2 (Luka)
- Bayonetta 3 (Luka, Lukaon)
- Beck the Game (Yukio Tanaka)
- BlazBlue: Cross Tag Battle (Yu Narukami)
- BlazBlue Alternative: Dark War (Kagura A. Mutsuki, Another Dark Kagura)
- Bleach: Heat the Soul 3 (Ulquiorra Schiffer)
- Bleach: Shattered Blade (Ulquiorra Schiffer)
- Blue Dragon (Re Jibral)
- Bravely Second: End Layer (Yew Geneolgia)
- Dragon's Dogma: Dark Arisen (Julien)
- Etrian Odyssey 2 Untold: The Fafnir Knight (Flavio)
- Genji: Dawn of the Samurai (Minamoto Yoshitsune)
- Growlanser III: The Dual Darkness (Grey Gilbert)
- Fate/hollow ataraxia (Waver Velvet)
- Fate/Grand Order (Waver Velvet, Lord El-Melloi II, Lancer/Houzouin Inshun)
- Hiiro no kakera serie (Yūichi Komura)
- Hunter × Hunter: Wonder Adventure (Hisoka Morou)
- Hunter × Hunter: Nen × Impact (Hisoka Morou)
- J-Stars Victory Vs+ (Hisoka Morou)
- JoJo's Bizarre Adventure: All Star Battle, JoJo's Bizarre Adventure: Eyes of Heaven (Giorno Giovanna)
- JoJo's Bizarre Adventure: All Star Battle R (Narciso Annasui)
- Jujutsu Kaisen Cursed Clash (Choso)
- Jump Force (Hisoka Morou)
- Kenka Banchou (Yaos Tanaka)
- Kingdom Hearts III (Eraqus (giovane))
- Kino no Tabi II -the Beautiful World- (Sei)
- Kurohime (Zero)
- Kurohyou 2: Ryu ga Gotoku Ashura-hen (Ryusho Kuki)
- Lufia: Curse of the Sinistrals (Dekar)
- Mana Khemia: Alchemists of Al-Revis (Inner Vayne)
- Million Arthur: Arcana Blood (Type I Gawain)
- Mobile Suit Gundam 00 (Michael Trinity)
- Nier: Automata  (Adam)
- Odin Sphere (Cornelius)
- Otomedius (Emon Five, Claus Pachelbel)
- Otometeki Koi Kakumei Love Revo!! (Ayato Kanshiro)
- Panzer Dragoon Orta (Mobo)
- Persona 4, Persona 4 Arena, Persona 4 Arena Ultimax, Persona 4: Dancing All Night, Persona Q: Shadow of the Labyrinth, Persona Q2: New Cinema Labyrinth, Persona 5 Royal (Yu Narukami)
- Phoenix Wright: Ace Attorney - Spirit of Justice (Nahyuta Sahdmadhi)
- Prince of Persia (il Principe)
- Resident Evil 6 (Jake Muller)
- REZELCROSS (Isle)
- Saiyuki Gunlock (Kami-sama)
- Sakura Wars: Mysterious Paris (Kojirō Akechi)
- SD Gundam GGeneration Spirits (Katz Kobayashi, Narratore)
- Shirachuu Tankenbu (Takahiro Fujieda)
- Shin Megami Tensei: Devil Survivor 2 - Record Breaker (Jungo Torii)
- Star Ocean: Second Evolution, Star Ocean: The Second Story R (Claude C. Kenny)
- Sengoku Basara 2 (Miyamoto Musashi)
- Sekiro: Shadows Die Twice (Sekiro)
- Suikoden V (Main character A, Euram Barrows, Nick, Ernst)
- Super Smash Bros. Brawl, Super Smash Bros. per Nintendo 3DS e Wii U (Lucario)
- Super Smash Bros. Ultimate (Lucario, Mimikyu)
- Tales of Graces (Richard)
- Tales of the Rays (Richard, Claude C. Kenny)
- Tensei Hakkenshi Fuumaroku (Nachi Sakashita)
- The Hundred Line: Last Defense Academy (Yugamu Omokage)
- Tsubasa Chronicle Vol. 2 (Fay D. Flourite)
- The Legend Of Spyro  (Spyro The Dragon)
- Utawarerumono Chiriyuku Mono e no Komoriuta (Benawi)
- Xenoblade Chronicles 2 (Mikhail)

### Film doppiati
- A Cinderella Story (Austin)
- Alexander (Alessandro il Grande)
- American History X (Danny)
- Blood Diamond (Danny Archer)
- Bobby (William Avary)
- Bootmen (Sean Okden)
- Bring It On (film) (Cliff Pantone)
- Camp Rock (Shane Gray)
- Coach Carter (Damien)
- Chaos (film 2006) (Shane Dekker)
- Citty Citty Bang Bang  (Jeremy Potts)
- Crash - Contatto fisico (Officer Hanson)
- Dark Blue World (Karel Vojtisek)
- L'alba dei morti viventi (Terry)
- Die Wolke (Elmar)
- Dottor Dolittle 2 (Eric Wilson)
- Don's Plum (Derek)
- dot the i (Kit Winter)
- Fatti, strafatti e strafighe (Jesse)
- E.T. (Elliot)
- Se mi lasci ti cancello (Patrick)
- Due padri di troppo (Scott Andrews)
- Freaky Friday (Jake)
- Hooligans (Matt Buckner)
- Gun & Talks (Hayon)
- Hannibal Lecter - Le origini del male (Hannibal Lecter)
- Sotto corte marziale (Tenente Lamar T. Archer)
- Il Signore degli Anelli serie di film (Frodo Baggins)
- L'ultimo sogno (Sam Monroe)
- Il mio amico Mac (Eric)
- Mr. & Mrs. Smith (Benjamin Danz)
- New Police Story (Frank Cheng)
- Ong-Bak - Nato per combattere (Ting)
- Gente comune (Conrad Jarrett)
- Pecker (Pecker)
- Cavalcando col diavolo (Jake)
- Road Trip (Josh Parker)
- Romeo + Giulietta di William Shakespeare (Romeo)
- Sin City (Cardinale Patrick Henry Roark, Bastardo Giallo)
- Sky High (Will)
- Snow Queen (Kai)
- Spy Kids 2 - L'isola dei sogni perduti, Missione 3D - Game Over (Gerdy Giggles)
- Star Wars: Episodio II - L'attacco dei cloni, Star Wars: Episodio III - La vendetta dei Sith (Anakin Skywalker)
- Stormbreaker (Alex Rider)
- Identità violate (Young Martin Asher)
- Terminator 2 - Il giorno del giudizio,Terminator 3 - Le macchine ribelli (John Connor)
- The Aviator (Howard Hughes)
- The Day After Tomorrow - L'alba del giorno dopo (Sam Hall)
- The Goonies (Mikey) (DVD Version)
- Hurricane - Il grido dell'innocenza (Lesra Martin)
- L'ultimo imperatore (Puyi a 8 anni)
- Sguardo nel vuoto (Chris Pratt)
- Il Signore degli Anelli - La Compagnia dell'Anello (Frodo Baggins)
- The Mighty Ducks serie di film (Charlie Conway)
- Il ritorno (Andrey)
- L'arte del sogno (Stéphane)
- Tom-Yum-Goong (Kham)
- Transamerica (film) (Toby Wilkins)
- White Oleander (film) (Paul Trout)
- Witness - Il testimone (Samuel)
- Wrong Turn (Evan)
- X-Men 2, X-Men - Conflitto finale (Pyro)

### Tokusatsu
- Tokusou Sentai Dekaranger (Gyoku Rou)
- Mahou Sentai Magiranger (N-Ma)
- Engine Sentai Go-onger (Speedor)